# 西日本大学軟式野球選手権大会
西日本大学軟式野球選手権大会（にしにほんだいがくなんしきやきゅうせんしゅけんたいかい）とは、かつて行われていた全日本大学軟式野球連盟（大学連盟）に所属する連盟のうち西日本地域に属する連盟の秋季リーグ上位校による大学軟式野球大会。参加各連盟の持ち回り主管で行われる。

## 概要
1984年11月に関西六大学L号軟式野球連盟、近畿大学L号軟式野球連盟、西日本地区大学学生軟式野球連盟（現在は学生連盟所属）、広島六大学学生軟式野球連盟（同じく現在は学生連盟所属）による「第一回西日本大学L号軟式野球選手権大会」を実施して始まった。なお大学連盟と学生連盟の分裂に伴い、学生連盟側は別途西日本学生軟式野球選抜大会を開催しているが、開催回次は本大会のものを引き継いでおり、分裂前の成績については学生連盟側でも公式記録として扱われている。
2021年に全日本大学軟式野球連盟が西日本大学軟式野球選手権大会を終了し、新たに「全日本大学軟式選抜大会SummerCup」に統一することになったため、西日本大学軟式野球選手権大会は36年幕を閉じた。

大会が終了までは大学連盟に所属する下記10連盟から、各リーグの上位2チームが出場して行われている。
- 北陸地区大学軟式野球連盟
- 東海学生軟式野球連盟
- 近畿学生軟式野球連盟
- 関西六大学学生軟式野球連盟
- 西都大学軟式野球連盟
- 京滋大学軟式野球連盟
- 中国地区大学軟式野球連盟
- 四国地区大学軟式野球連盟
- 九州地区大学軟式野球連盟
- 沖縄県大学軟式野球連盟

## 歴代優勝・準優勝校
- 1984年　第01回　優勝：同志社大学（関西六）準優勝：京都産業大学（近畿）　開催地：不明
- 1985年　第02回　優勝：同志社大学（関西六）準優勝：京都産業大学（近畿）　開催地：不明
- 1986年　第03回　優勝：同志社大学（関西六）準優勝：広島大学（広島六）　開催地：兵庫県
- 1987年　第04回　優勝：大阪学院大学（近畿）準優勝：京都産業大学（近畿）　開催地：兵庫県
- 1988年　第05回　優勝：同志社大学（関西六）準優勝：福山大学（中国）　開催地：兵庫県
- 1989年　第06回　優勝：同志社大学（関西六）準優勝：関西大学（関西六）　開催地：兵庫県
- 1990年　第07回　優勝：佛教大学（近畿）準優勝：広島経済大学（広島六）　開催地：兵庫県
- 1991年　第08回　優勝：徳山大学（中国）準優勝：京都産業大学（近畿）　開催地：兵庫県
- 1992年　第09回　優勝：神戸学院大学（近畿）準優勝：京都産業大学（近畿）　開催地：兵庫県
- 1993年　第10回　優勝：関西大学（関西六）　開催地：愛知県
- 1994年　第11回　優勝：立命館大学（関西六）　開催地：兵庫県
- 1995年　第12回　優勝：同志社大学（関西六）　開催地：愛知県
- 1996年　第13回　優勝：鹿児島経済大学（九州）　開催地：滋賀県
- 1997年　第14回　優勝：奈良産業大学（西都）　開催地：兵庫県
- 1998年　第15回　優勝：立命館大学（関西六）　開催地：広島県
- 1999年　第16回　優勝：神戸学院大学（近畿）　開催地：熊本県
- 2000年　第17回　優勝：大阪国際大学（西都）　開催地：滋賀県
- 2001年　第18回　優勝：同志社大学（関西六）　開催地：滋賀県
- 2002年　第19回　優勝：京都産業大学（近畿）　開催地：滋賀県
- 2003年　第20回　優勝：大阪体育大学（近畿）　開催地：滋賀県
- 2004年　第21回　優勝：佛教大学（近畿）　開催地：滋賀県
- 2005年　第22回　優勝：大阪体育大学（近畿）　開催地：愛媛県
- 2006年　第23回　優勝：大阪体育大学（近畿）　開催地：愛媛県
- 2007年　第24回　優勝：立命館大学（関西六）　開催地：兵庫県
- 2008年　第25回　優勝：大阪体育大学（近畿）　開催地：奈良県
- 2009年　第26回　優勝：同志社大学（関西六）　開催地：兵庫県
- 2010年　第27回　優勝：同志社大学（関西六）　開催地：広島県
- 2011年　第28回　東日本大震災のため中止。
- 2012年　第29回　優勝：関西大学（関西六）　開催地：滋賀県
- 2013年　第30回　優勝：同志社大学（関西六）  開催地：香川県
- 2014年　第31回　優勝：立命館大学（関西六）準優勝：京都産業大学（近畿）　開催地：奈良県
- 2015年　第32回　優勝：京都文教大学（京滋）準優勝：同志社大学（関西六）　開催地：滋賀県
- 2016年　第33回　優勝：立命館大学（関西六）準優勝：沖縄国際大学（沖縄）　開催地：兵庫県
- 2017年　第34回　優勝：東海学園大学（東海）　開催地：愛知県
- 2018年　第35回　優勝：岐阜聖徳学園大学（東海）準優勝：大阪体育大学（近畿）　開催地：熊本県
- 2019年　第36回　優勝：同志社大学（関西六）　準優勝：立命館大学（関西六）　開催地：大阪府・兵庫県